# Luigi Bosio
 (novembre 2018).
Si vous disposez d'ouvrages ou d'articles de référence ou si vous connaissez des sites web de qualité traitant du thème abordé ici, merci de compléter l'article en donnant les références utiles à sa vérifiabilité et en les liant à la section « Notes et références ».
Luigi Bosio (1909-1994), est un prêtre catholique italien, curé de Belfiore pendant 30 ans puis chanoine de la cathédrale de Vérone pendant plus 20 ans. Réputé pour la sainteté de sa vie et le soin qu'il prenait à guider ses fidèles, l'Église catholique a entamé la cause pour sa béatification. Il a été reconnu vénérable en 2018.

## Biographie
Luigi Bosio entre au petit séminaire de Vérone à l'âge de 10 ans, où il est l'un des meilleurs élèves. Il est ordonné prêtre le 1er novembre 1931, et devient curé de paroisse, d'abord à Legnano puis à Presina.
En 1940 Don Bosio est envoyé à Belfiore, où il servira comme curé pendant 30 ans. Il fait construire une nouvelle église, consacrée à la nativité du Christ. Il eut à cœur de déployer une belle liturgie pour faire entrer pleinement les fidèles à la spiritualité de la messe, et à renforcer la foi de ses paroissiens par la prédication et de multiples activités. Il était très aimé de la population et considéré par beaucoup comme un saint, du fait de sa vie pauvre et exemplaire, qui était cohérente avec ce qu'il prêchait. Disciple de saint Jean Calabria, il est comme lui proche des plus nécessiteux et attentif à ceux qui souffrent. Toutefois ses actions pastorales sont parfois critiquées, et il eut parfois à être confronté à la méfiance des autorités ecclésiastiques.
En 1970, son évêque, Mgr Giuseppe Carraro, lui témoigne sa confiance en le nommant chanoine de la cathédrale de Vérone. C'est cependant un déchirement pour Don Bosio de quitter sa paroisse mais il obéit. À la cathédrale, il confesse pendant plusieurs heures chaque jour et devient un directeur spirituel recherché par les fidèles catholiques. Après une longue maladie qu'il supporte pendant 10 ans, Don Bosio meurt le 27 janvier 1994.

## Béatification
Une enquête pour la cause de béatification de Luigi Bosio s'ouvre en 2009 au sein du diocèse de Vérone. L'enquête diocésaine se clôture en 2012, et transmise au Saint-Siège pour y être étudiée par la Congrégation pour les causes des saints. 
Le 7 novembre 2018, le pape François reconnaît les vertus heroïques de Luigi Bosio, lui attribuant ainsi le titre de vénérable.